# میدان شیب

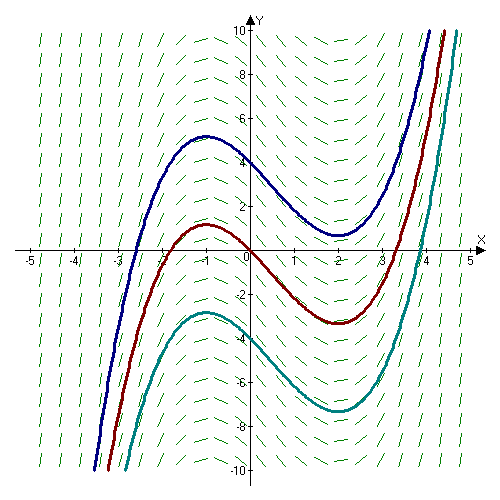
میدان شیب برای معادلهٔ \(\frac{dy}{dx}=x^{2}-x-2\)‎، که در آن خطوط آبی، قرمز و فیروزه‌ای به‌ترتیب نشان‌دهندهٔ توابع \(\frac{x^{3}}{3}-\frac{x^{2}}{2}-2x+4\)، \(\frac{x^{3}}{3}-\frac{x^{2}}{2}-2x\) و \(\frac{x^{3}}{3}-\frac{x^{2}}{2}-2x-4\) هستند.

میدان شیب (انگلیسی: Slope field) (که میدان جهت‌دار نیز نامیده می‌شود) نمایش گرافیکی پاسخ‌های یک معادله دیفرانسیل مرتبه اول برای یک تابع عددی اسکالر است. پاسخ‌های یک میدان شیب، توابعی هستند که به‌صورت منحنی‌های پیوسته ترسیم می‌شوند. میدان شیب، شیب معادلهٔ دیفرانسیل را در فواصل مشخص عمودی و افقی در صفحهٔ \(x-y \) نمایش می‌دهد و می‌توان از آن برای تقریب زدن شیب مماس بر یک نقطه از یک خم استفاده کرد؛ به‌طوری که آن منحنی، یکی از پاسخ‌های معادلهٔ دیفرانسیل باشد.

## تعریف

### حالت استاندارد
میدان شیب را می‌توان برای معادلات دیفرانسیلی از نوع زیر تعریف کرد:
{\displaystyle y'=f(x,y),}
که می‌توان آن را از دید هندسی به‌صورت تعیین شیب مماس بر نمودار تابع پاسخ معادله دیفرانسیل (یعنی خم انتگرالی) در هر نقطهٔ (x, y) به‌عنوان تابعی از مختصات آن نقطه تفسیر کرد.
می‌توان آن را روشی خلاقانه برای ترسیم تابعی حقیقی از دو متغیر حقیقی \(f(x,y) \) به‌صورت نگاره‌ای دوبعدی در نظر گرفت. به‌طور خاص، برای هر زوج \(x,y \)‎، یک بردار با مؤلفه‌های \([1, f(x,y)] \) در نقطهٔ \(x,y \) در صفحهٔ \(x-y \) رسم می‌شود. گاه این بردار \([1, f(x,y)] \) نرمال‌سازی می‌شود تا نمای گرافیکی برای چشم انسان خواناتر باشد. معمولاً مجموعه‌ای از زوج‌های \(x,y \) که شبکه‌ای مستطیلی تشکیل می‌دهند، برای ترسیم استفاده می‌شود.
هم‌شیب‌ها (مجموعه‌ای از خطوط با شیب یکسان) اغلب برای تکمیل میدان شیب به‌کار می‌روند. در معادله‌ای به‌شکل \(y'=f(x,y) \)‎، هم‌شیب خطی در صفحهٔ \(x,y \) است که از برابر قرار دادن \(f(x,y) \) با یک مقدار ثابت به‌دست می‌آید.

### حالت کلی یک سامانهٔ معادلات دیفرانسیل
برای یک سامانه از معادلات دیفرانسیل به‌شکل:
{\displaystyle {\begin{aligned}{\frac {dx_{1}}{dt}}&=f_{1}(t,x_{1},x_{2},\ldots ,x_{n})\\{\frac {dx_{2}}{dt}}&=f_{2}(t,x_{1},x_{2},\ldots ,x_{n})\\&\;\;\vdots \\{\frac {dx_{n}}{dt}}&=f_{n}(t,x_{1},x_{2},\ldots ,x_{n})\end{aligned}}}
میدان شیب آرایه‌ای از نشان‌های شیب در فضای فاز خواهد بود (با هر تعداد بُعد بسته به تعداد متغیرها؛ برای نمونه، دو بُعد در مورد یک معادله دیفرانسیل معمولی مرتبهٔ اول، چنان‌که در سمت راست دیده می‌شود). هر نشان شیب در نقطهٔ \((t,x_1,x_2,\ldots,x_n) \) قرار دارد و با بردار زیر موازی است:
{\displaystyle {\begin{pmatrix}1\\f_{1}(t,x_{1},x_{2},\ldots ,x_{n})\\f_{2}(t,x_{1},x_{2},\ldots ,x_{n})\\\vdots \\f_{n}(t,x_{1},x_{2},\ldots ,x_{n})\end{pmatrix}}.}
تعداد، موقعیت و طول نشان‌های شیب می‌توانند دلخواه باشند. معمولاً موقعیت‌ها به‌گونه‌ای انتخاب می‌شوند که نقاط \((t,x_1,x_2,\ldots,x_n) \) یک شبکهٔ یکنواخت تشکیل دهند. حالت استانداردی که پیش‌تر توضیح داده شد، متناظر با \(n = ۱ \) است. نمایش میدان شیب برای سامانه‌های معادلات دیفرانسیل هنگامی که \(n > 2 \) باشد، آسان نیست.

## کاربرد کلی
با وجود رایانه‌ها، ترسیم میدان‌های شیب پیچیده بدون زحمت ممکن شده است؛ بنابراین، یکی از کاربردهای عملی نسبتاً تازه این است که از میدان شیب تنها برای درک کیفی شکل پاسخ‌ها پیش از یافتن پاسخ تحلیلی استفاده شود. البته در صورتی که پاسخ تحلیلی وجود داشته باشد، رایانه‌ها می‌توانند مستقیماً آن را نیز بیابند.
اگر پاسخ تحلیلی عمومی وجود نداشته باشد، رایانه‌ها می‌توانند از میدان‌های شیب (حتی بدون نمایش آن‌ها) برای یافتن عددی پاسخ‌های گرافیکی بهره بگیرند. از جملهٔ این الگوریتم‌ها می‌توان به روش اویلر و به‌ویژه روش‌های رونگه‐کوتا اشاره کرد.

## نرم‌افزارهایی برای ترسیم میدان شیب
نرم‌افزارهای گوناگونی برای ترسیم میدان شیب وجود دارند.

### کد میدان جهت‌دار درگنو آکتیو/متلب
funn = @(x, y)y-x; % تابع f(x, y) = y-x
[x, y] = meshgrid(-5:0.5:5); % بازه‌ها برای x و y
slopes = funn(x, y); % ماتریس مقادیر شیب
dy = slopes. / sqrt(1 + slopes. ^2); % نرمال‌سازی برای عنصر خطی …
dx = ones(length(dy)). / sqrt(1 + slopes. ^2); % … اندازه‌های dx و dy
h = quiver(x, y, dx, dy, 0.5); % ترسیم میدان جهت‌دار
set(h, "maxheadsize", 0.1); % تغییر اندازهٔ سر پیکان

### نمونه کد برایمکسیما
/* میدان برای y'=xy (برای رسم خم انتگرالی، روی نقطه‌ای کلیک کنید). دستور plotdf به Xmaxima نیاز دارد */
plotdf(x*y, [x,-2,2], [y,-2,2]);

### نمونه کد برایمثمتیکا
(* میدان برای y'=xy *)
VectorPlot[{1,x*y-5x},{x,-2,2},{y,-2,2}]

### نمونه کد برایSageMath[۴]
var('x,y')
plot_slope_field(x*y, (x,0,-5), (y,-5,5))

## نمونه‌ها

y' = x/y
میدان شیبمیدان شیب
خم‌های انتگرالیخم‌های انتگرالی
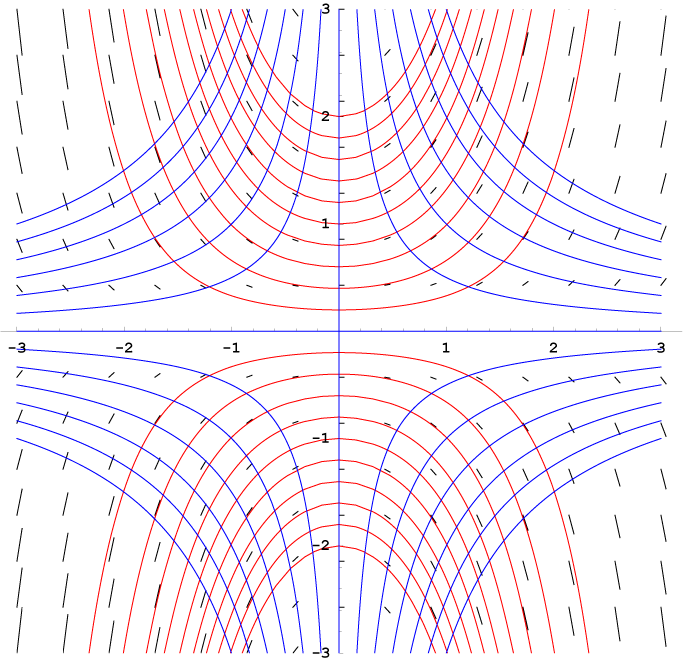
هم‌شیب‌ها (آبی)، میدان شیب (سیاه)، و چند خم پاسخ (قرمز)